# Billy Boudreau Brook
Billy Boudreau Brook – strumień (brook) w kanadyjskiej prowincji Nowa Szkocja, w hrabstwie Pictou, płynący w kierunku północno-zachodnim i uchodzący do Middle River of Pictou; nazwa urzędowo zatwierdzona 17 czerwca 2021, nadana ku czci Williama Alfreda Boudreau, podoficera (chief petty officer, 2nd class) zmarłego w wyniku eksplozji na HMCS Kootenay 23 października 1969.